# Same du Nord
Le same du Nord (davvisámegiella ou sámegiella) est la plus parlée des langues sames (ou sâmes). Il est parlé en Laponie (dans le nord de la Norvège, de la Suède et de la Finlande). Le nombre de locuteurs de cette langue est évalué à 15 000 à 25 000.

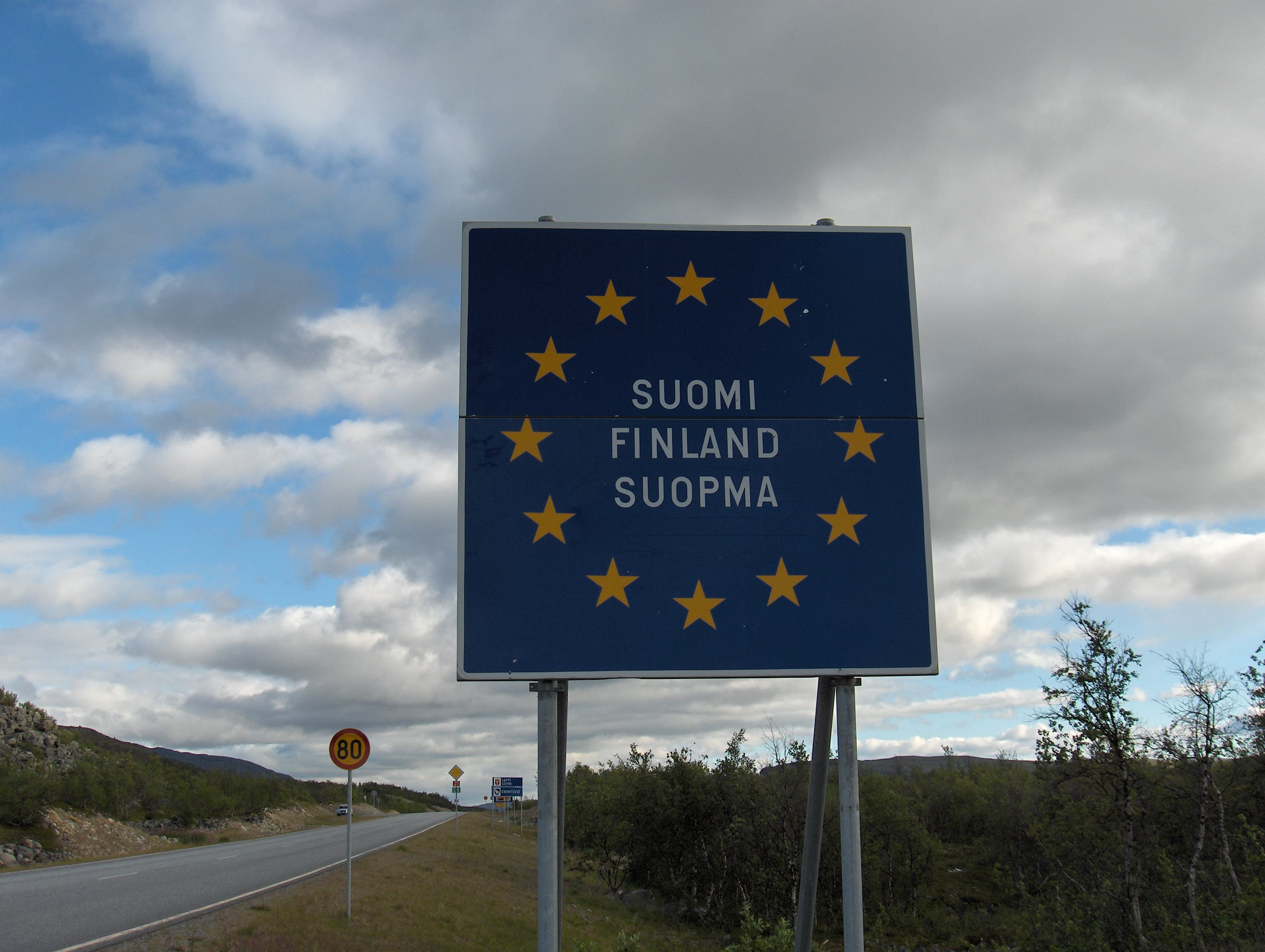
Panneau trilingue (finnois, suédois et same du Nord) marquant la frontière près de Kilpisjärvi en Laponie.

## Écriture
En 1979, une orthographe unifiée du same du nord a été fixée par le Conseil nordique same à la suite de la 10e Conférence nordique same d’Arjeplog 1978 organisée par les Same de Norvège, Suède et Finlande. Avant cela, chaque pays avait sa propre écriture. L’orthographe officielle a été changée en 1985. Le same du Nord s’écrit avec une variante de l’alphabet latin, qui présente les 29 lettres suivantes.
| Lettre | Son  | Lettre | Son | Lettre | Son  |
| ------ | ---- | ------ | --- | ------ | ---- |
| A a    | /ɑ/  | H h    | /h/ | R r    | /r/  |
| Á á    | /a/  | I i    | /i/ | S s    | /s/  |
| B b    | /b/  | J j    | /j/ | Š š    | /ʃ/  |
| C c    | /t͡s/ | K k    | /k/ | T t    | /t/  |
| Č č    | /t͡ʃ/ | L l    | /l/ | Ŧ ŧ    | /θ/  |
| D d    | /d/  | M m    | /m/ | U u    | /u/  |
| Đ đ    | /ð/  | N n    | /n/ | V v    | /v/  |
| E e    | /e/  | Ŋ ŋ    | /ŋ/ | Z z    | /d͡z/ |
| F f    | /f/  | O o    | /o/ | Ž ž    | /d͡ʒ/ |
| G g    | /g/  | P p    | /p/ |        |      |

## Grammaire
Le same du nord est une langue agglutinante qui partage beaucoup de caractéristiques avec les autres langues ouraliennes. Comme le finnois, il présente une alternance consonantique.

### Cas
Le same du nord a sept cas : nominatif, génitif, accusatif, locatif, illatif, comitatif et essif. Cependant, le génitif et l'accusatif sont identiques.
La forme de l'essif (marquée par -n) est la même au singulier et au pluriel. Par exemple, mánnán peut vouloir dire « en tant qu'enfant » ou « en tant qu'enfants ».

### Pronoms
Le pronom personnel a trois nombres : singulier, duel et pluriel. Le tableau suivant présente le nominatif et le génitif/accusatif de chaque pronom.
| Nombre    | Personne  | Français          | Nominatif | Français | Génitif |
| --------- | --------- | ----------------- | --------- | -------- | ------- |
| Singulier | Première  | je                | mun       | mon      | mu      |
| Singulier | Deuxième  | tu                | don       | ton      | du      |
| Singulier | Troisième | il, elle          | son       | son      | su      |
| Duel      | Première  | nous (deux)       | moai      | notre    | munno   |
| Duel      | Deuxième  | vous (deux)       | doai      | votre    | dudno   |
| Duel      | Troisième | ils, elles (deux) | soai      | leur     | sudno   |
| Pluriel   | Première  | nous              | mii       | notre    | min     |
| Pluriel   | Deuxième  | vous              | dii       | votre    | din     |
| Pluriel   | Troisième | ils, elles        | sii       | leur     | sin     |

Le tableau suivant montre la déclinaison du pronom personnel « il/elle » (pas de distinction de genre).
|                   | Singulier | Duel     | Pluriel  |
| ----------------- | --------- | -------- | -------- |
| Nominatif         | son       | soai     | sii      |
| Génitif/accusatif | su        | sudno    | sin      |
| Locatif           | sus       | sudnos   | sis      |
| Illatif           | sutnje    | sudnuide | sidjiide |
| Comitatif         | suinna    | sudnuin  | singuin  |
| Essif             | sunin     | sudnon   | sinin    |

### Verbes
Les verbes sames se conjuguent pour les trois personnes des trois nombres.

#### Modes
Il existe quatre modes en same du Nord : l'indicatif, l'impératif, le conditionnel et le potentiel.

#### Temps
Le same du Nord a deux temps simples (le présent et le passé) et deux temps composés (le parfait et le plus-que-parfait).

### Verbe de négation
Le same du Nord, tout comme les autres langues sames et le finnois, a un verbe de négation, qui se conjugue selon le mode, la personne et le nombre (mais pas le temps). Voici sa conjugaison à l'indicatif.
| Personne  | Singulier | Pluriel | Duel  |
| --------- | --------- | ------- | ----- |
| Première  | in        | ean     | eat   |
| Deuxième  | it        | eahppi  | ehpet |
| Troisième | ii        | eaba    | eai   |